# شودنی-ل-شاتو
شودنی-ل-شاتو (به فرانسوی: Chaudenay-le-Château) یک کمون در فرانسه با جمعیت ۴۴ نفر است که در Canton of Bligny-sur-Ouche واقع شده‌است.